# Primula dumicola
Primula dumicola är en viveväxtart som beskrevs av William Wright Smith och Forrest. Primula dumicola ingår i släktet vivor, och familjen viveväxter. Inga underarter finns listade i Catalogue of Life.